# Pacisporaceae
Pacisporaceae är en familj av svampar. Pacisporaceae ingår i ordningen Diversisporales, klassen Glomeromycetes, divisionen Glomeromycota och riket svampar.
|               | Acaulosporaceae             |
|               |                             |
|               | Diversisporaceae            |
|               |                             |
|               | Gigasporaceae               |
|               |                             |
| Pacisporaceae | \| \| Pacispora \| \| \| \| |
|               | \| \| Pacispora \| \| \| \| |
|               | Pacispora                   |
|               |                             |

|  | Pacispora |
|  |           |